# Струнино (Ленинградская область)
Струнино — деревня в Цвылёвском сельском поселении Тихвинского района Ленинградской области.

## История
Деревня Струнина упоминается на карте Новгородского наместничества 1792 года А. М. Вильбрехта.
Деревня Струнина обозначена на «Специальной карте западной части России» Ф. Ф. Шуберта 1844 года.

СТРУНИНО — деревня Ругуйского общества, прихода села Ругуй. Река Ситомля.

Крестьянских дворов — 9. Строений — 11, в том числе жилых — 10. Постоялый двор.

Число жителей по семейным спискам 1879 г.: 26 м. п., 30 ж. п.; по приходским сведениям 1879 г.: 25 м. п., 33 ж. п.

В конце XIX века деревня административно относилась к Васильковской волости 1-го стана, в начале XX века — к Васильковской волости 3-го земского участка участка 4-го стана Тихвинского уезда Новгородской губернии.

СТРУНИНО — деревня Ругуйского общества, дворов — 13, жилых домов — 16, число жителей: 48 м. п., 48 ж. п. 

Занятия жителей — земледелие, лесные заработки. (1910 год)

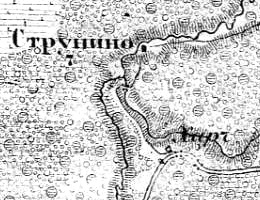
Деревня Струнино на карте 1915 года

Согласно карте Петроградской и Новгородской губерний 1915 года деревня Струнино насчитывала 7 крестьянских дворов.
С 1917 по 1918 год деревня Струнино входила в состав Васильковской волости Тихвинского уезда Новгородской губернии. 
С 1918 года в составе Череповецкой губернии.
С 1927 года в составе Ругуйского сельсовета Тихвинского района.
В 1928 году население деревни Струнино составляло 116 человек.
Согласно карте Ленинградской области Северо-западного аэрогеодезического треста ГГУ издания 1932 года деревня насчитывала 14 крестьянских дворов.
По данным 1933 года деревня называлась Струнина и входила в состав Ругуйского сельсовета.
В 1958 году население деревни Струнино составляло 160 человек.
По данным 1966 и 1973 годов деревня Струнино также входила в состав Ругуйского сельсовета.
По данным 1990 года деревня Струнино входила в состав Липногорского сельсовета.
В 1997 году в деревне Струнино Липногорской волости проживали 33 человека, в 2002 году — 26 (все русские).
В 2007 году в деревне Струнино Цвылёвского СП проживали 30 человек, в 2010 году — 28.

## География
Деревня расположена в юго-западной части района на автодороге 41К-911 (подъезд к дер. Харчевня и дер. Струнино).
Расстояние до административного центра поселения — 31 км.
Расстояние до ближайшей железнодорожной платформы Разъезд № 3 — 17 км.
Через деревню протекает река Луненка.

## Демография
| 1879 | 1910 | 1928 | 1958 | 1997 | 2002 | 2007 |
| ---- | ---- | ---- | ---- | ---- | ---- | ---- |
| 56   | ↗96  | ↗116 | ↗160 | ↘33  | ↘26  | ↗30  |
| 2010 | 2017 |      |      |      |      |      |
| ↘28  | ↘19  |      |      |      |      |      |

### Национальный состав
Согласно данным Всероссийской переписи населения 2021 года в деревне проживали 11 человек, все русские.

## Улицы
Вербная, Прибрежная.